# Gura Vlădesei
Gura Vlădesei – wieś w Rumunii, w okręgu Sălaj, w gminie Gâlgău. W 2011 roku liczyła 13 mieszkańców.